# Locomotiva kkStB 180
La locomotiva kkStB 180 era una locomotiva a vapore con tender per servizio merci delle Kaiserlich-königliche österreichische Staatsbahnen (Imperial Regie Ferrovie dello Stato) dell'Austria che vennero immatricolate anche dalla Südbahn.

## Storia
Le locomotive vennero progettate per sopperire alla crescente domanda di trasporto del carbone per i percorsi interessanti la Boemia settentrionale, in particolare sulla linea Praga-Dux. Il progetto di Karl Gölsdorf si orientò sull'aumento degli assi motori accoppiati per contenere il peso assiale aumentando nel contempo il peso aderente.
Tra 1901 e 1908 vennero immesse in servizio 181 unità costruite dalla Lokomotivfabrik Floridsdorf, dalla Wiener Neustädter Lokomotivfabrik, dalla Lokomotivfabrik der StEG e dalla Böhmisch-Mährischen Maschinenfabrik, fabbrica di macchine di Boemia e Moravia.
Le macchine si dimostrarono in grado di trasportare 190 t su pendenza del 37 ‰ a 15 km/h e su 700 t sul 10 ‰ a 20 km/h, sviluppando fino a 1050 HP. Tra 1907 e 1910 vennero costruite altre 58 unità di cui 4 con surriscaldatori di vapore di diverso tipo.
La Südbahn ne immatricolò 27 unità del tipo a vapore saturo per i percorsi di montagna del Semmering e del Brennero.
Dopo la prima guerra mondiale queste passarono, come gruppo 477, alle FS che ne ebbero altre 50 unità del kkStB.
In seguito alle ripartizioni di fine conflitto vennero assegnate alle Polonia e immatricolate come PKP Tw11, alla Jugoslavia come JDŽ 135, alla Romania come CFR 180 e alla Cecoslovacchia come ČSD 523.0; quelle rimaste in Austria vennero immesse nel parco delle BBÖ con lo stesso numero di gruppo 180.
In seguito all'Anschluss il Terzo Reich le riclassificò nel parco Deutsche Reichsbahn come gruppo 570. Nelle ferrovie cecoslovacche le macchine hanno circolato fino al 1960.

## Caratteristiche
Le "180" erano macchine di grossa potenza, a 2 cilindri e a doppia espansione per la massima parte a vapore saturo, con alcune unità, le 180.500-503 e 180.504, a vapore surriscaldato e rispettivamente con tipologia diversa di surriscaldatore (a fini di comparazione dei risultati).
La caldaia utilizzata aveva 264 tubi bollitori con una superficie tubiera di riscaldamento complessiva di 190 m³ eccetto che per le unità citate (con surriscaldatore) che ne avevano una minore di 134,5 m²; a questa si aggiungeva la superficie sulla volta del forno rispettivamente di circa 13 o 12 m². La griglia del forno aveva la notevole superficie di 3 o 3,42 m².